# Schistosoma mansoni
Schistosoma mansoni je značajan parazit čoveka, metilj koji je jedan od glavnih agenasa bolesti šistozomijaza, koja je tip helmintiaze, zanemarene tropske bolesti. Šistozomijaza koju uzrokuje Schistosoma mansoni je intestinalna bolest.
Šistozomi su atipični trematodi po tome što u odraslom stadijumu postoje dva pola (dioecious) i što su locirani u krvnim sudovima domaćina. Većina drugih trematoda su hermafroditi i prisutni su u intestinalnom traktu ili u organima, kao što je jetra. Životni ciklus šistozoma obuhvata dva domaćina: definitinog domaćina (i.e. čoveka) gde parazit podleže seksualnoj reprodukciji, i jednog intermedijarnog domaćina gde se odvijaju brojni aseksualni reproduktivni stupnjevi. S. mansoni je imenovan po Ser Patriku Mansonu, koji je prvi identifikova ovu vrstu u Formoza (sad Tajvanu).

## Spoljašnje veze
- Collins J. J. III, King R. S., Cogswell A., Williams D. L. & Newmark P. A. „An Atlas for Schistosoma mansoni Organs and Life-Cycle Stages Using Cell Type-Specific Markers and Confocal Microscopy”. PLoS Neglected Tropical Diseases. 5 (3): e1009. 2011. doi:10.1371/journal.pntd.0001009.. . .